# Circondario di Alba
Il circondario di Alba era uno dei circondari in cui era suddivisa la provincia di Cuneo.

## Storia
In seguito all'annessione della Lombardia dal Regno Lombardo-Veneto al Regno di Sardegna (1859), fu emanato il decreto Rattazzi, che riorganizzava la struttura amministrativa del Regno, suddiviso in province, a loro volta suddivise in circondari.
Il circondario di Alba fu creato come suddivisione della provincia di Cuneo; il territorio corrispondeva a quello della soppressa provincia di Alba del Regno di Sardegna, appartenuta alla divisione di Cuneo.
Con l'Unità d'Italia (1861) la suddivisione in province e circondari fu estesa all'intera Italia, lasciando invariate le suddivisioni stabilite dal decreto Rattazzi.
Il circondario di Alba venne soppresso nel 1926 e il territorio assegnato al circondario di Cuneo.

## Suddivisione
Nel 1863, la composizione del circondario era la seguente:
- mandamento I di Alba[4][5]
  - Alba; Barbaresco; Neive; Neviglie; Roddi; Trezzo Tinella
- mandamento II di Bossolasco[6]
  - Albaretto della Torre; Arguello; Bossolasco; Cerretto delle Langhe; Cissone; Feisoglio; Gorzegno; Niella Belbo; San Benedetto Belbo; Serravalle delle Langhe; Somano
- mandamento III di Bra[7][8]
  - Bra; Pocapaglia; Santa Vittoria d'Alba
- mandamento IV di Canale[9]
  - Canale; Castagnito; Castellinaldo; Montà; Monteu Roero; Santo Stefano Roero
- mandamento V di Corneliano d'Alba[10]
  - Baldissero d'Alba; Corneliano d'Alba; Guarene; Montaldo Roero; Monticello d'Alba; Piobesi d'Alba; Sommariva Perno; Vezza d'Alba
- mandamento VI di Cortemilia[11][12]
  - Bergolo; Bosia; Castelletto Uzzone; Castino; Cortemilia; Cravanzana; Gorrino[13]; Levice; Perletto; Scaletta Uzzone[14]; Torre Bormida; Torre Uzzone[15]
- mandamento VII di Diano d'Alba[16]
  - Benevello; Borgomale; Diano d'Alba; Grinzane; Lequio Berria; Montelupo Albese; Rodello; Serralunga d'Alba[17]
- mandamento VIII di Govone[18]
  - Govone; Magliano d'Alba[19]; Priocca
- mandamento IX di Monforte d'Alba[20]
  - Castelletto Monforte[21]; Castiglione Falletto; Monchiero; Monforte d'Alba; Perno[21]; Roddino; Sinio
- mandamento X di La Morra[22]
  - Barolo; La Morra; Novello; Verduno
- mandamento XI di Santo Stefano Belbo[23]
  - Camo; Castiglione Tinella; Cossano Belbo; Mango; Rocchetta Belbo; Santo Stefano Belbo
- mandamento XII di Sommariva Bosco[24]
  - Ceresole d'Alba; Sanfrè; Sommariva del Bosco